# Chapelle Sainte-Marie de Wurtzbourg
La chapelle Sainte-Marie (Marienkapelle) est une église gothique de Wurtzbourg.

## Histoire
Cette pseudo-basilique fut construite sur les ruines d'une synagogue, au sein d'un quartier juif détruit lors d'un pogrom après une épidémie de peste. Les travaux commencent en 1377 par une église en bois commandée par l'évêque Gerhard von Schwarzburg et se finissent cent ans après.
La grande église devient chapelle après l'abandon de l'évêché de ses droits à la ville après la sécularisation en 1804. L'église est complètement rénovée par l'architecte Andreas Halbig au cours du XIXe siècle.
Elle brûle entièrement avec le bombardement de Wurtzbourg et son intérieur est entièrement reconstruit de façon moderne sous la direction d'Eugen Altenhöfer.
Les œuvres les plus importantes de sa décoration sont deux œuvres de Tilman Riemenschneider, Adam et Ève (1498) sur le portail donnant sur la place du Marché et le tombeau du chevalier Konrad von Schaumberg (1499), Jésus-Christ, les douze apôtres et Jean le Baptiste par son atelier et le reliquaire de saint Aquilin de Milan, né à Würzburg. Parmi les personnes importantes qui y sont enterrées se trouve l'architecte Johann Balthasar Neumann.

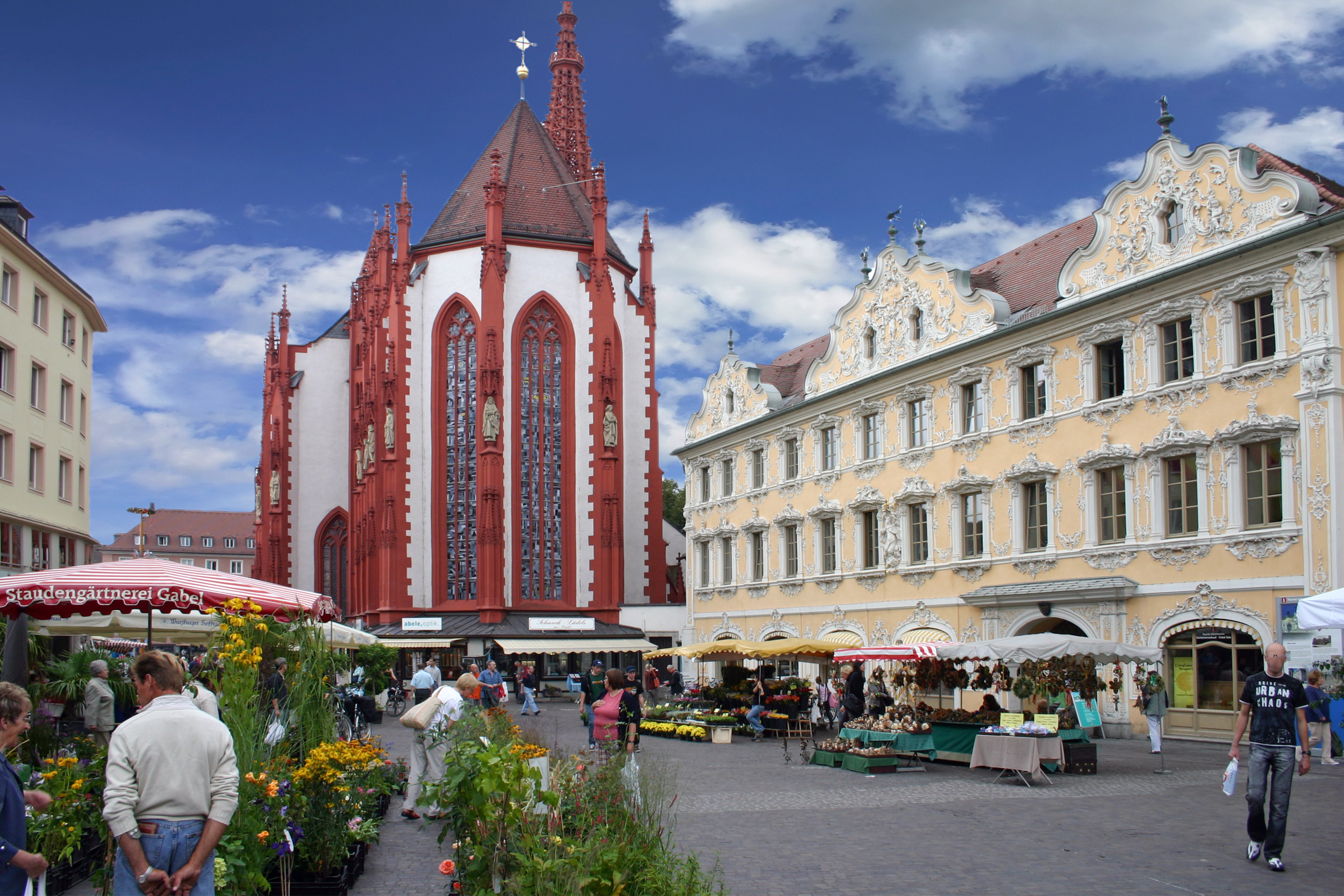
Arrière de la chapelle
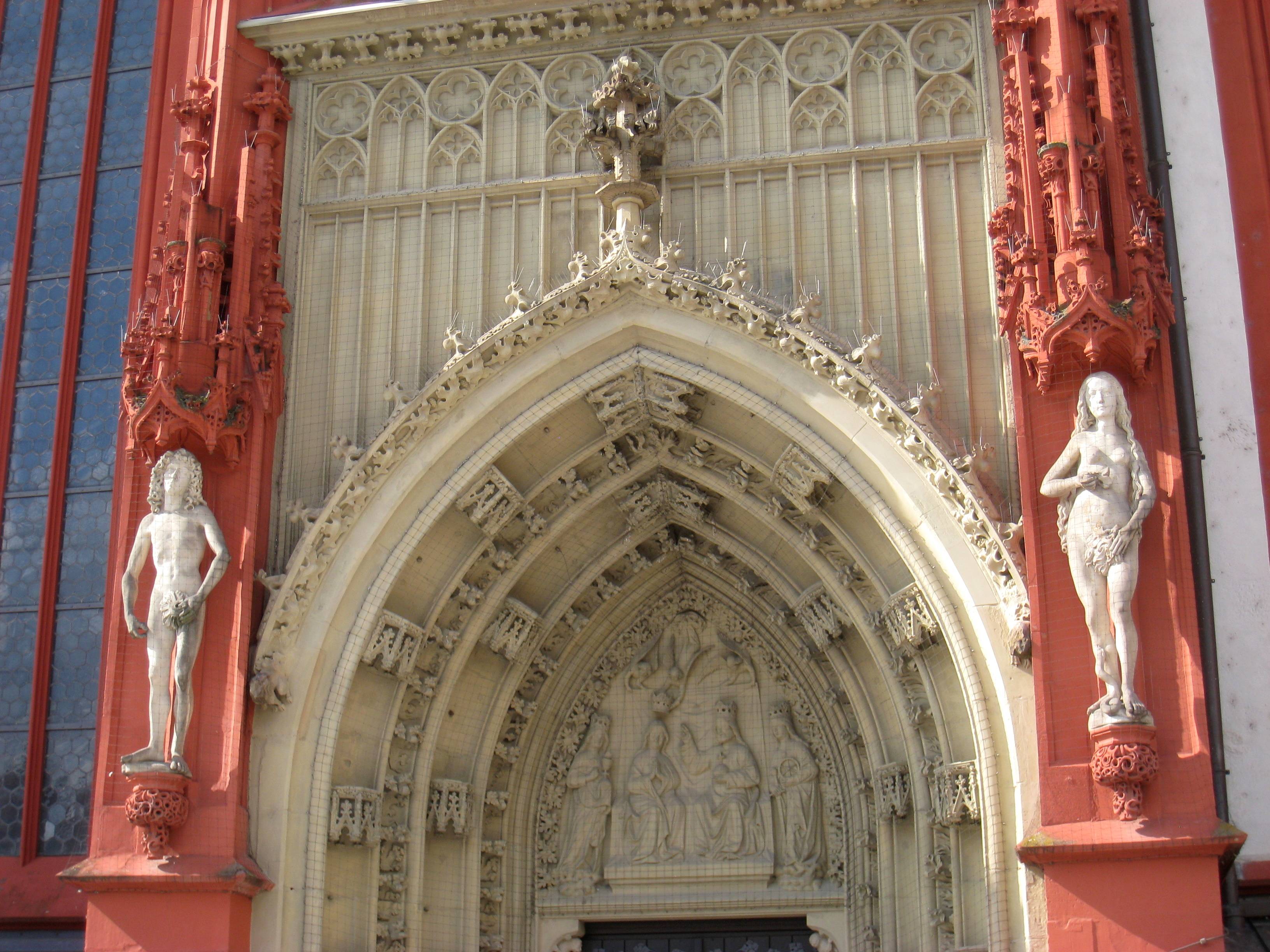
Portail avec Adam et Ève
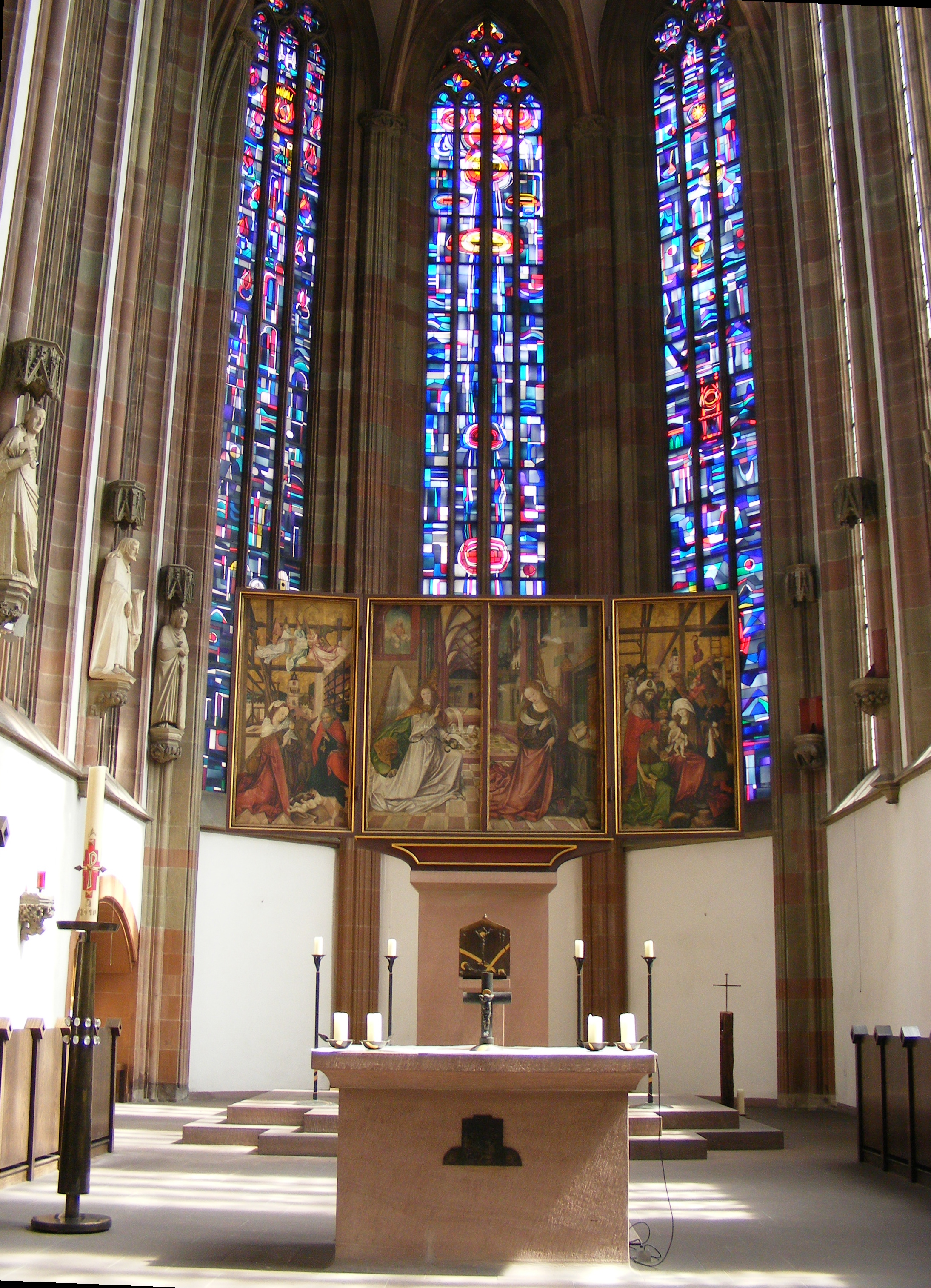
Autel
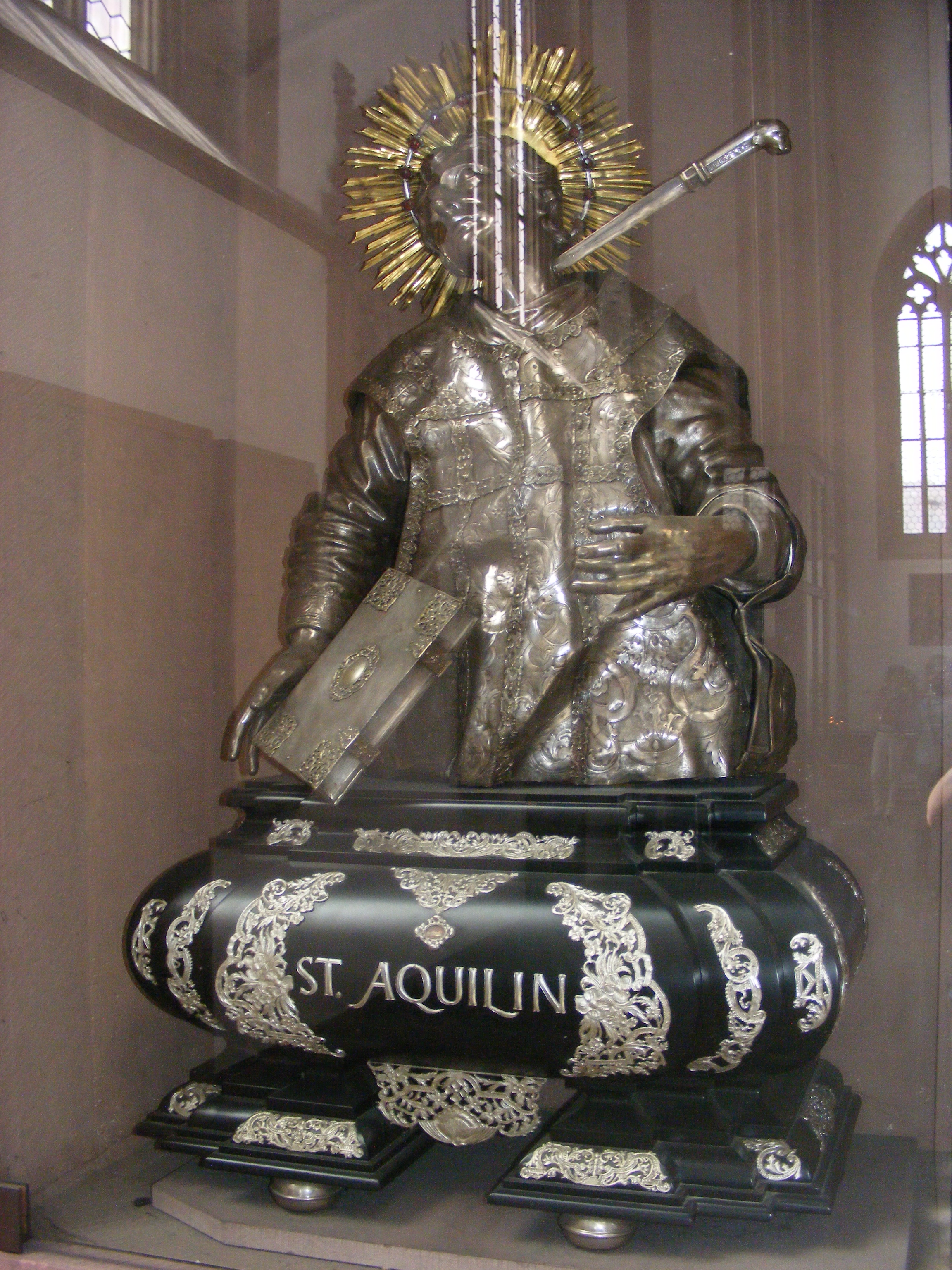
Reliquaire de saint Aquilin de Milan
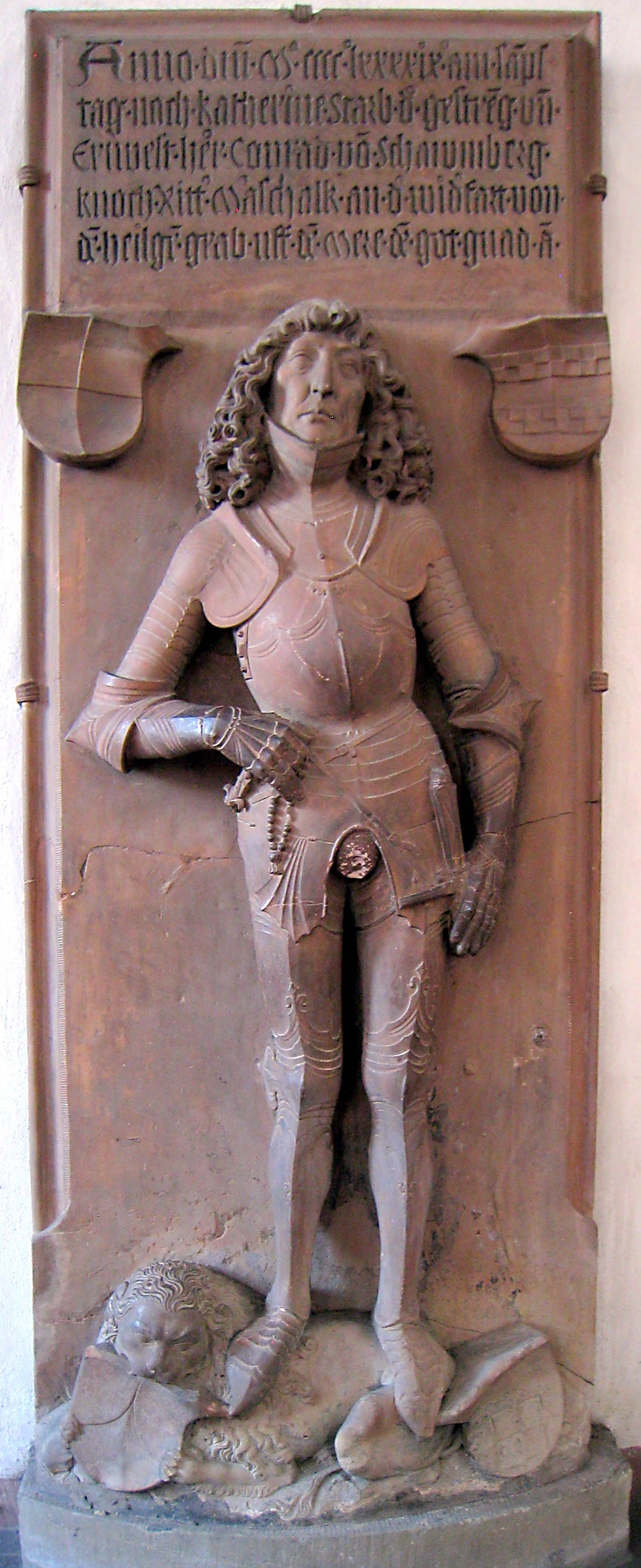
Tilman Riemenschneider, Tombeau du chevalier Konrad von Schaumberg (1499)
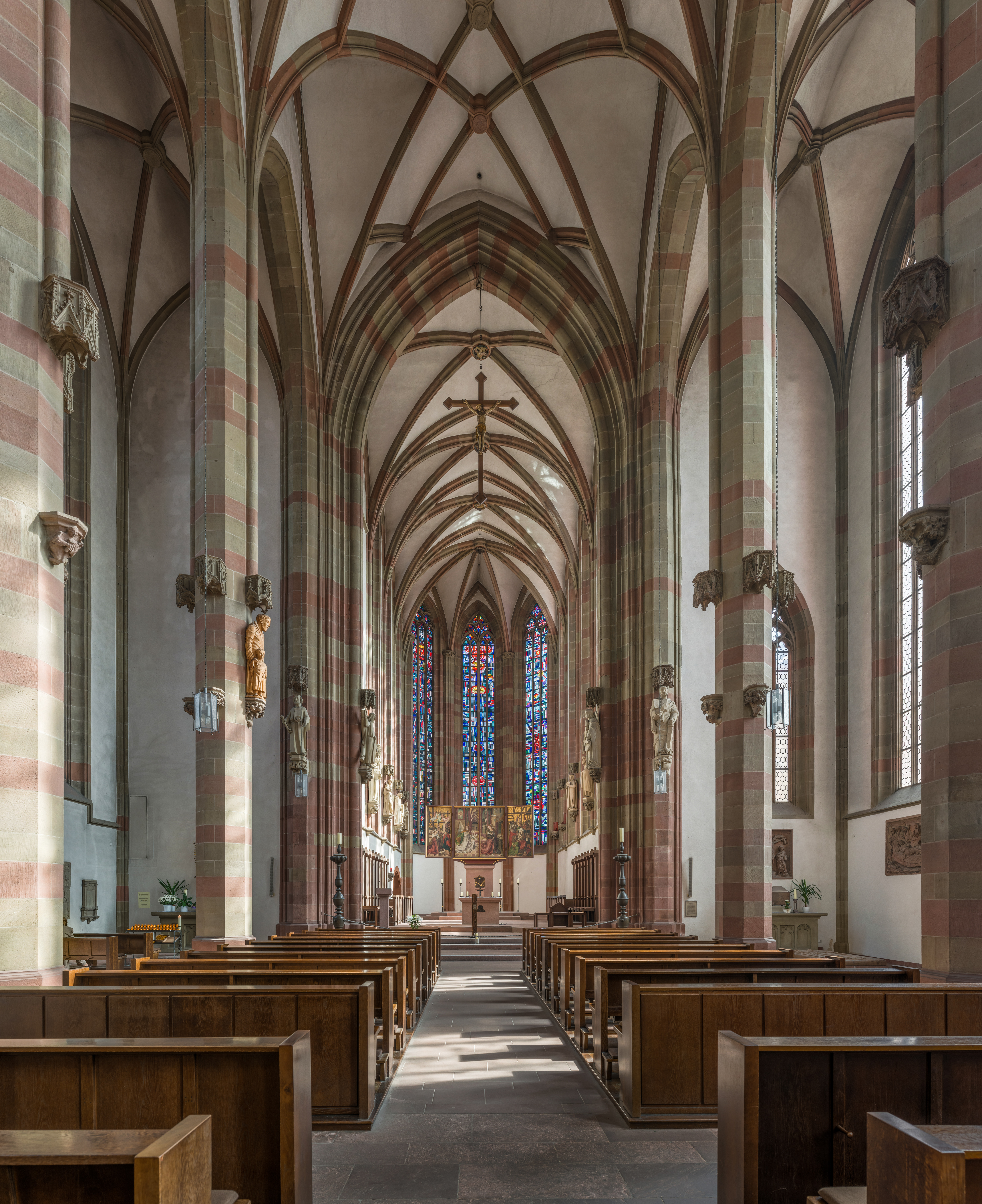
Intérieur Chapelle Sainte-Marie de Wurtzbourg

## Source, notes et références
- (de) Cet article est partiellement ou en totalité issu de l’article de Wikipédia en allemand intitulé « Marienkapelle (Würzburg) » (voir la liste des auteurs).
- Marienkapelle (Würzburg) dans Historischen Lexikon Bayerns